# Biserica Sfântul Simion din Suceava
Biserica „Sfântul Simion” din Suceava (cunoscută și sub numele de Biserica Turnul Roșu, din cauza clopotniței care este de culoare roșiatică) este un lăcaș de cult armenesc din municipiul Suceava, a cărui construcție datează din anul 1513. Ea se află la capătul din sus al Străzii Armenești, pe Strada I.G. Sbiera (fostă George Enescu) nr. 51, formând împreună cu Biserica „Sfânta Cruce” (construită în 1521) un ax care definește vechiul nucleu de locuire a armenilor.
Ansamblul bisericii „Sfântul Simion” a fost inclus în Lista monumentelor istorice din județul Suceava, elaborată în anul 2004, având codul de clasificare  SV-II-a-A-05467. El este format din două obiective: 
- Biserica „Sf. Simion” - datând din secolul al XVI-lea și având codul SV-II-m-A-05467.01
- Turnul clopotniță - datând din anul 1551 și având codul SV-II-m-A-05467.02.

## Istoric

### Vechimea comunității armenești din Suceava
O comunitate armenească s-a stabilit pe teritoriul Sucevei încă de la începutul secolului al XIV-lea. Numărul armenilor din Moldova a crescut numeric în acel secol, ei ocupându-se cu comerțul și meșteșugurile.  Armenii și-au construit case în zona care poartă astăzi numele de Strada Armenească, care se întinde între Biserica "Sf. Cruce" (de lângă Autogara Suceava) și Biserica "Sf. Simion".
Tot atunci au început să-și organizeze și viața religioasă. Ei și-au construit biserici și mănăstiri cu specificul caracteristic tradițiilor și credinței poporului armean. Într-un act emis la 18 august 1388 de catolicosul Teodoros al II-lea al Ciliciei (1382–1392), armenii din mai multe orașe, între care și cei din Suceava (Ciciov) sunt supuși jurisdicției scaunului episcopal de Liov. 
Printr-un hrisov domnesc din 30 iulie 1401, domnitorul Alexandru cel Bun (1400-1432) a consfințit înființarea primei Episcopii armene din Moldova, cu reședința la Suceava, în fruntea acestei eparhii fiind instalat episcopul armean Hovhannes.  Astfel, bisericile armenești din Moldova au fost scoase de sub jurisdicția episcopului armean din Liov.
În lucrarea sa monografică, Descriptio Moldaviae, scrisă în perioada 1714-1716 în limba latină, cărturarul Dimitrie Cantemir afirmă că armenii din Principatul Moldovei aveau deplină libertate de credință, iar bisericile lor erau la fel de mari și de împodobite ca și bisericile ortodocșilor. "Armenii se socotesc supuși, la fel ca și târgoveții și neguțătorii din alte cetăți și târguri ale Moldovei și plătesc domnului aceeași dajdie. Ca și papistașii, ei au biserici tot atât de mari și la fel de împodobite ca și bisericile dreptcredincioșilor și își urmează slobozi legea lor." 
Călătorul armean Simeon Lehați care a vizitat Suceava în 1608 nota în jurnalul său de călătorie că a găsit la Suceava "trei biserici de piatră (Sf. Cruce, Sf. Simeon și Sf. Treime) și două mănăstiri tot din piatră, foarte frumoase, una în apropierea orașului (Zamca) și cealaltă la o depărtare de două mile (Hagigadar)". 

### Biserica „Sfântul Simion”

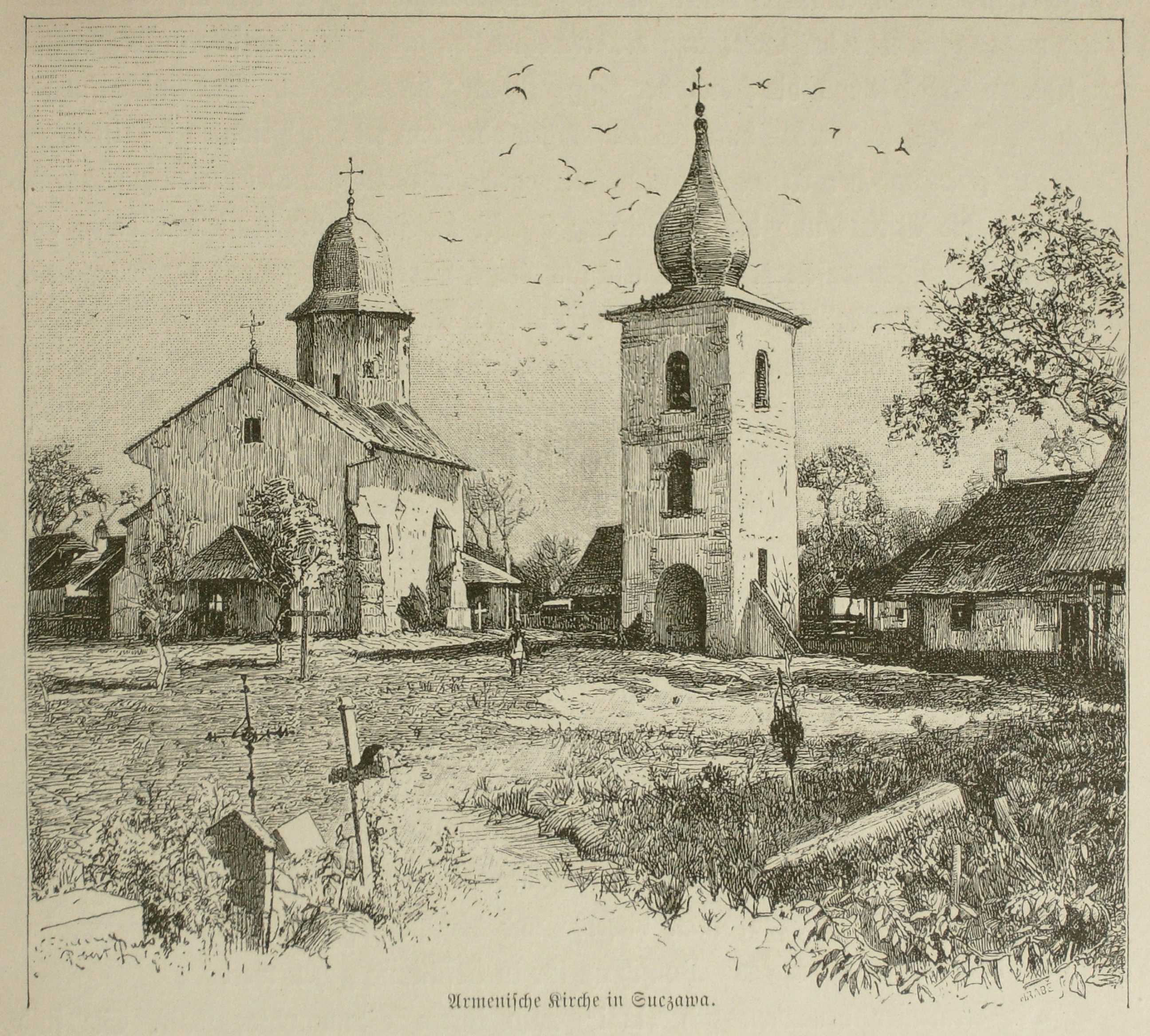
Biserica Sfântul Simion din Suceava într-o xilografie de Rudolf Ruß din anul 1899

Biserica "Sf. Simion" din Suceava face parte din complexul de monumente armenești din Suceava. Ea a fost construită în anul 1513 de către înfloritoarea comunitate armeană a locului, ctitor fiind armeanul Donig (sau Donik), suferind de-a lungul timpului o serie de transformări. La această biserică se păstrează o piatră de mormânt, datată 1573, având o inscripție gravată care spune că "acesta este mormântul preotului Hovhannes, protopopul bisericii, care este fiul lui Donig, ctitorul bisericii Sf. Simeon".  
În perioada domniei lui Ștefan Rareș (1551-1552) s-a manifestat un spirit de intoleranță la adresa armenilor. Vrând să facă uitat numele fratelui său, fostul domnitor Iliaș Rareș (1546-1551), care trecuse la mahomedanism, Ștefan Rareș a încercat să impună credința ortodoxă locuitorilor de altă religie din Moldova, cei care au refuzat fiind persecutați ca eretici. După cum consemnează cronicarul Grigore Ureche, "(...) biséricilor s-au arătat cu dumnezeire mare, ca să poată stinge numele cel rău al frăține-său. Și ca să nu să vază ceva că este răsărit de la pravoslavie, toți eriticii din țara sa vrea, au să-l întoarcă, să fie la o lége, au să iasă din țară. Pre arméni, pre unii din bună voie, cu făgăduințe umplându-i, pre alții cu sila i-au botezatu și i-au întorsu spre pravoslavie, mulți din țară au ieșitu la turci și la léși și printr-alte țări, vrându să-și ție légea sa. Cu aceasta vrându Ștefan vodă să astupe faptele frăține-său, de lucruri ce făciia, cu nevoință siliia."  În ziua Adormirii Maicii Domnului, domnitorul a poruncit ca toate bisericile armenești din Suceava, Botoșani, Roman, Huși etc. să fie dărâmate sau închise, să fie confiscate vasele și veșmintele liturgice, să fie arse cărțile bisericești și să fie prinși episcopul armean, cu reședința la Suceava, împreună cu preoții.  Cântul de jălire al diaconului Minas din Tokat (secretarul episcopului armean din Liov) spune că din porunca voievodului sus-menționat toate bisericile și mănăstirile armenilor din Suceava au fost dărâmate cu tunurile și arse și distruse până la temelie. La scurtă vreme, lăcașurile de cult armenesc din Suceava au fost refăcute.
În anul 1551 a fost construit turnul-clopotniță, iar la sfârșitul secolului al XVI-lea, în timpul domniei lui Ieremia Movilă (1595-1600, 1600-1606), clădirea bisericii a fost refăcută de către un oarecare Simion (în armeană Șima), de unde a venit și denumirea bisericii. Biserica este închinată Sf. Simion Dzerun (Simion cel bătrân).  Istoricul Gheorghe Balș presupunea că vechea construcție a dispărut. 
Lucrări de reparații ale bisericii s-au efectuat în a doua jumătate a secolului al XIX-lea de către soții Hadzi: Christea Gr. (1855-1928) și Mathilde Chr. - născută Ibrăileanu (1868-1920). De asemenea, ei au donat cimitirul aflat în curtea bisericii pentru comunitatea armeană din zonă. În semne de răsplată a actelor de binefacere săvârșite, cei doi soți Hadzi au cerut ca preoții acestei biserici să se ocupe de îngrijirea mormintelor unde au fost așezați după ce au decedat. În jurul bisericii s-au găsit pietrele de mormânt ale preoților care au slujit acolo. 
Până la sfârșitul secolului al XIX-lea, în jurul acestei biserici se afla un cimitir armenesc care a fost mutat ulterior înspre Mănăstirea Zamca. În acei ani, în această biserică se slujeau parastase, precum și liturghia în fiecare zi următoare unei sărbători mari. 
Reparațiile efectuate în 1925 au modificat parțial construcția. Astfel, turla naosului se sprijinea inițial pe stâlpi de stejar, dar reparațiile n-au ținut cont de vechiul sistem de construcție și golurile rămase prin scoaterea stâlpilor au fost zidite.  În anul 1926 a fost pusă o piatră de mormânt soților Hadzi care au refăcut biserica. 
Biserica "Sf. Simion" din Suceava a fost folosită ca biserică de cult până în anul 1969 când, din cauza gravelor fisuri și a împuținării comunității armene, a fost închisă. După închiderea bisericii, mormântul soților Hadzi a fost profanat de către persoane necunoscute care au crezut că găsesc podoabe de aur sau nestemate. Sicriul lor este făcut din fier simplu, neconținând podoabe de preț. Ca urmare a actelor de profanare, preotul comunității armene a dispus ca intrarea în mormânt să fie sudată. "Așa cum am intrat eu, au intrat și alții, mulți oameni ai străzii, au spart mormântul săracilor Hagii, au crezut că găsesc cine știe ce minuni, aur, nestemate. Nu aveau ce găsi în mormântul lor, sicriul nu era făcut din aur, nici măcar din cupru, ci din fier simplu, dar până nu am sudat intrarea nu s-au liniștit. Mai ales după 1990, numărul vagabonzilor care intrau acolo era tot mai mare, găseam a doua zi haine rupte, sticle și mizerii", povestea în 2005 preotul Azad Mandalian, parohul bisericilor armenești din Suceava. 
Cutremurele din anii 1977 și 1990 au provocat noi distrugeri, iar zidurile bisericii și altarul s-au crăpat. Ca urmare a adăugirilor efectuate în decursul timpului, părțile bisericii nu făceau corp comun, pronaosul era separat de naos și altarul de naos, iar turla se afla în pericol de a se prăbuși în interior ca urmare a slăbirii structurii de rezistență. Timp de mai mulți ani nu s-a luat nici o măsură de consolidare și restaurare, cu toate că biserica a fost propusă în fiecare an Ministerului Culturii pentru intervenții de urgență. 
În urma unui protocol cu Episcopia Armeană Gregoriană din București, clădirea bisericii a fost dată în folosință spre consolidare și restaurare către Arhiepiscopia Ortodoxă a Sucevei și Rădăuților.  Astăzi, cimitirul armenesc aparține comunității armene, dar locurile sunt concesionate pe perioadă determinată celor ce doresc, el fiind deschis și pentru români, din cauza lipsei locurilor de înmormântare. 
La începutul secolului al XXI-lea, ca urmare a faptului că lăcașul de cult a fost închis timp de peste 50 ani, puțini mai erau cei care văzuseră cum arată în interior Biserica Sf. Simion.  "Nici eu nu am prins-o deschisă. Când m-am născut eu, în 1955, era închisă, dar bunicul meu a slujit în ea. Eu mă jucam acolo când eram mic, făceam cazemate. Am copilărit la Zamca și la Sf. Simion, intram chiar și în cavouri, nu-mi mai era frică", afirma preotul armean Azad Mandalian din Suceava. 

### Lucrări de consolidare
Din cauza faptului că biserica și turnul-clopotniță prezentau pericol de prăbușire, în jurul "Turnului Roșu" au fost instalate bariere de protecție la începutul secolului XXI. A fost restricționată circulația mașinilor de mare tonaj în preajma bisericii, acestea putând slăbi structura de rezistență a edificiului. 
Începând din anul 2004, firma suceveană Restaco efectuează lucrări de reabilitare a Bisericii "Sf. Simion”, care avansează încet din cauza lipsei de fonduri. Coordonatorul lucrărilor este arhitectul Dan Kisilevici. S-au efectuat până în prezent următoarele lucrări:
- consolidarea fundației
- legarea bisericii roată împrejur cu o centură periferică
- demolarea turlei și punerea a doi tiranți transversali la baza ei pentru ca aceasta să nu se desfacă și să pice în biserică. Turla a fost reconstruită ulterior.
- montarea de instalații electrice și a unui paratrăsnet

## Turnul clopotniță

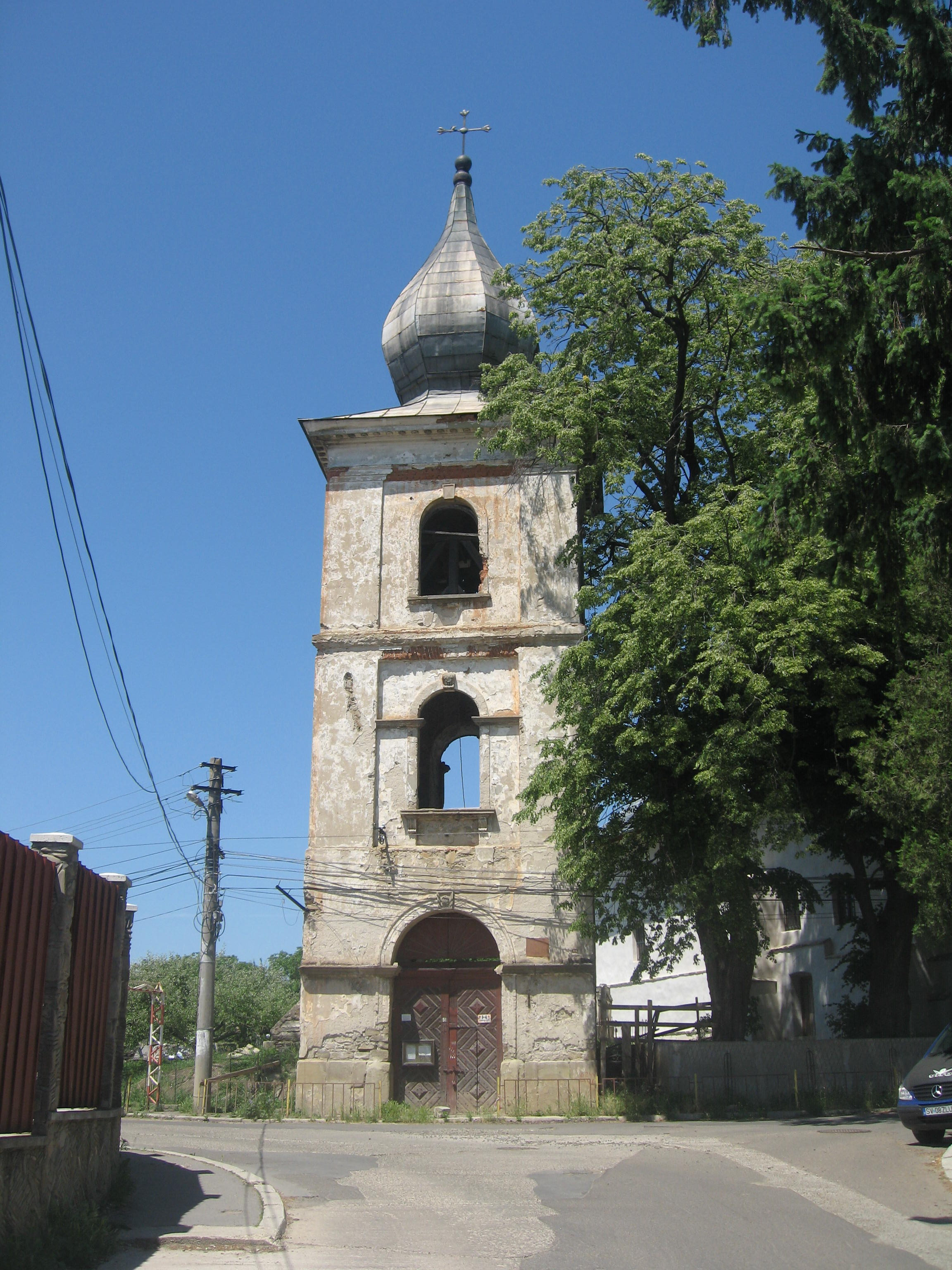
Turnul Roșu privit din față

În anul 1551 a fost construit turnul-clopotniță, materialul folosit fiind cărămida (de unde și scurgerea de culoare roșie care, străbătând tencuiala, a pătat suprafața zidurilor și a dat numele turnului). Turnul are o înălțime de 28 de metri, fiind printre cele mai înalte turnuri medievale din Suceava (după turnul-clopotniță al Bisericii "Sf. Dumitru" și turnul-clopotniță al Mănăstirea Sf. Ioan cel Nou). 
La începutul secolului al XVI-lea, "Turnul Roșu" marca limita superioară a cartierului armenesc din vatra orașului (cartier care, din anul 1563, avea ulița pietruită, podită cu “calapod”). Clopotele erau turnate din bronz, având un procentaj ridicat de argint, care le conferea acestora o sonoritate deosebită, astfel încât se spunea că, atunci “când trage clopotul Filipos de la Sf. Simeon, să tot mori”. 
Originea denumirii turnului poate fi pusă și pe seama unei legende. Se pare că la sfârșitul secolului al XVII-lea, trupele poloneze ale regelui Ioan III Sobieski (1674-1696) (cantonate la Mănăstirea Zamca) s-au luptat cu trupele turcești și cele moldovenești, unite pentru a-i alunga pe invadatori. Luptele s-au purtat pe Strada Armenească (în apropiere de Mănăstirea Zamca), în dreptul bisericii armenești. Se spune că de la cât sânge a curs atunci, zidurile clopotniței deveniseră de-a dreptul roșii, încât de atunci i-a rămas denumirea de Turnul Roșu. 
Scara exterioară a turnului-clopotniță este realizată prin suprapunerea câtorva lespezi de mormânt. Pe acestea se mai disting inscripții în armeana veche, care nu au fost încă cercetate. 
În ultimii ani, experții restauratori care efectuează lucrările de consolidare la Biserica "Sf. Simion" au semnalat faptul că Turnul Roșu este un obiectiv cu risc ridicat de prăbușire în caz de cutremur. Acest risc se accentuează ca urmare a trepidațiilor produse de autovehiculele care circulă chiar pe la baza turnului, precum și a vibrațiilor de rezonanță produse de sunetul clopotelor.

## Descrierea bisericii

### Arhitectură și iconografie
Biserica "Sf. Simion" din Suceava are o formă dreptunghiulară, cu absida altarului poligonală, sprijinită, până la o anumită înălțime, de un zid mai nou prevăzut cu contraforturi mici. Lăcașul de cult are ferestre cu deschideri în acoladă cu chenar de baghete încrucișate, împodobite cu denticule și cu o bază încadrată de un pătrat cu floare (element de decor caracteristic sec. al XVII-lea). 
Interiorul bisericii este compartimentat în pronaos, naos și altar. Intrarea se poate face pe două uși (una pe peretele vestic al pronaosului și o a doua pe peretele sudic al naosului, de regulă nefolosită). Pronaosul are o calotă semisferică, iar naosul are o boltă în stil moldovenesc, peste care se înalță turla. Altarul este poligonal în exterior.  Cercetările arheologice au demonstrat că biserica era compusă inițial din naos și altar, iar pronaosul a fost adăugat mai târziu, în secolul al XVII-lea. 
În interior, pardoseala era realizată din lespezi de morminte mai vechi, pe care arheologul Florin Hău le-a datat "din cea de-a doua jumătate a sec. al XIX-lea".  Săpăturile arheologice efectuate de o echipă de arheologi suceveni (Florin Hău, Ștefan Dejan și Ion Mareș) din cadrul Complexului Muzeal Bucovina cu prilejul restaurării au dus, în iunie 2010, la descoperirea unei tainițe boltite sub platforma altarului (considerată unicat într-un lăcaș de cult ortodox).  Tainița se sprijinea pe două arce de piatră. Deoarece în interiorul tainiței nu s-a găsit nimic, arheologul Florin Hău a susținut că „atunci cînd tainița a fost închisă, aceasta a fost golită”. 
Deși o lungă perioadă de timp s-a crezut că Biserica "Sf. Simion" nu a fost pictată niciodată, prin decaparea tencuielii de pe pereții nordici ai naosului au fost descoperite în iulie 2010 urme de pictură murală destul de bine conservate. 

### Obiecte de patrimoniu
În 1890, după cum scrie preotul și istoricul Dimitrie Dan în lucrarea "Die orientalischen Armenier in der Bukowina" (Cernăuți, 1890), în inventarul bisericii se aflau mai multe obiecte vechi și anume: 
- o perdea cu icoane cusute din Sfânta Scriptură, care despărțea altarul de restul bisericii, pe care era brodată următoarea inscripție: "Această perdea este amintirea fiului lui Grigorie, evlaviosul și iubitul Ion, și a părinților lui în țara Bogdania, la Suceava în biserica Sf. Cruci și ea era desenată de mâna cântărețului Iacov Țințin în anul 1210 (=1761)"
- o icoană a celor trei sfinți teologi, pictată în 1810 și având o inscripție în limba română

### Necropolă
În interiorul bisericii, înspre vest, se afla o piatră funerară din 1618 cu următoarea inscripție: „Aceasta este piatra odihnei lui Isaia Muhalean, fiica baronului Andon și a Mualei, decedați într-o (zi de) luni a (anului) 1067”. 
În afară de aceasta, pe pardoseala bisericii se află și alte lespezi funerare ale căror inscripții sunt ilizibile. De asemenea, pe scara exterioară a turnului clopotniță se află câteva lespezi de mormânt. 
Pe pietrele funerare mai vechi se află inscripții în limba armeană. 
- Inscripția cea mai veche datează din 1618 și are următorul text în limba armeană: „ՍԱՑ Է ՏԱՊԱՆՆ ՀԱՆԿԸՍՏԵԱՆ ԻՍԱՅԻՆ ԵՒ ՍՈՒՂԱԼԻՆ ՈՐ Է ԴՈՒՍՏՐ ԵՒ ՈՐԴԻ ՊՐ ԱՆՏՈՆԻՆ ՀԱՆԿԵԱՒ ԹՎ ՌԿԷ ՕԳՈՍՏՈՍԻ ՕՐՆ ԲՇԱԲԴԻ”, a cărui traducere aproximativă ar fi „Acesta este locul de odihnă al lui Isaia și Sughal care sunt fiul și fiica domnului Anton, decedați în anul 1067, (într-o zi de) luni din august.”.

- Inscripția de pe una din pietre începe cu un poem:

„Է անցաւոր ճանապարհի

Գեղածիծաշ յոյժ գովելի

Բարեպաշտօն երկիւղի

Թառամեցաւ նման վարթի

Թերակատար ելանել աստի

Որ փոխեցաւ աժաըմ կենի (?)

Դուստըր Պետրոս Լազարևիջի

Էր կողակից 'ՄՀԱ' Օհանի

Եվ տօհմէն Եսգռպէն(?) կոչի

1788 Ամի ապռլ ի”
O traducere aproximativă ar fi următoarea:
„Mormântul lui Khanum

Este o cale temporară

O persoană foarte lăudată cu un zâmbet frumos,

o evlavioasă plină de teamă

ofilită ca un trandafir

A părăsit acest loc nedesăvârșit(?)

Fiica lui Petros Lazarevij

A fost soția decedatului Ohan

Și din clanul numit Yesgrpen(?)

Anul 1788 luna aprilie”
- Pe o altă piatră funerară este menționat numele lui Ohannes (în armeană Օհաննէս), pe ultima linie fiind scris „Յամի տեառն 1789'ի մայիս 17'ին” (în română În anul Domnului 1789, mai 17)

Lângă peretele sudic al bisericii se află două monumente funerare puse pe mormintele următorilor:
- protopopul Margos Popowici (1797-1881). Pe monumentul său funerar este următoarea inscripție în limba germană: „Erzpriester Margos POPOWICZ geb. 1797 gest. 1881 gewidmet von seinen Schwi(e)gersohn u. Tochter Agop und Irina POPOWICZ im Jahre 1883”, a cărei traducere în limba română este următoarea: „Protopopul Margos POPOWICZ născ. 1797 dec. 1881 dedicat de ginerele și fiica sa Agop și Irina POPOWICZ în anul 1883”.
- protopresviterul Leon Popowici (1836-1893), parohul acestei biserici. Pe monumentul său funerar este următoarea inscripție: „+ Aici odichneșce în Domnul LEON POPOWICI protopresviter și paroch născut în 1836 repausat în 1893”.

## Imagini

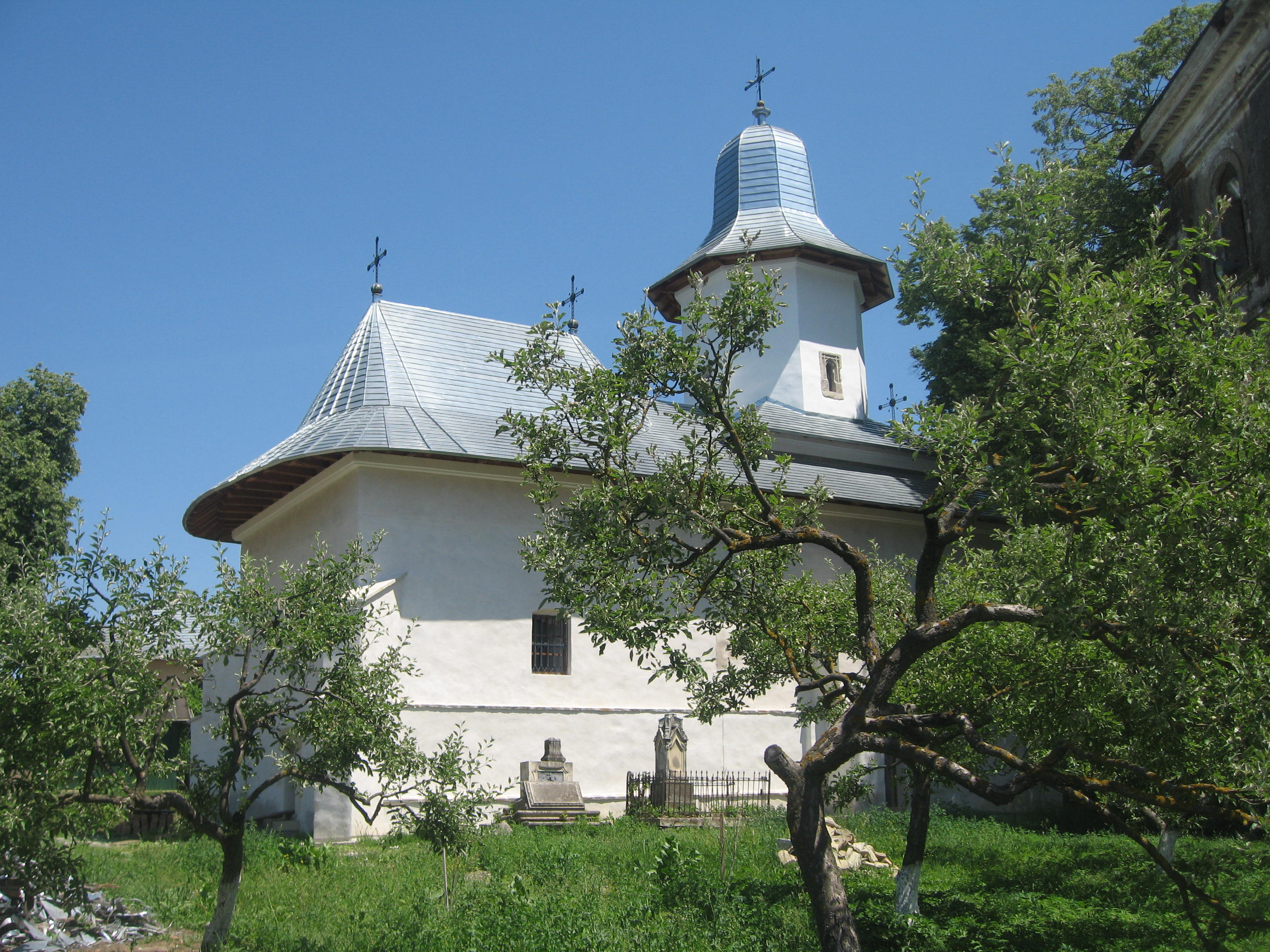
Biserica Sf. Simion - latura sudică
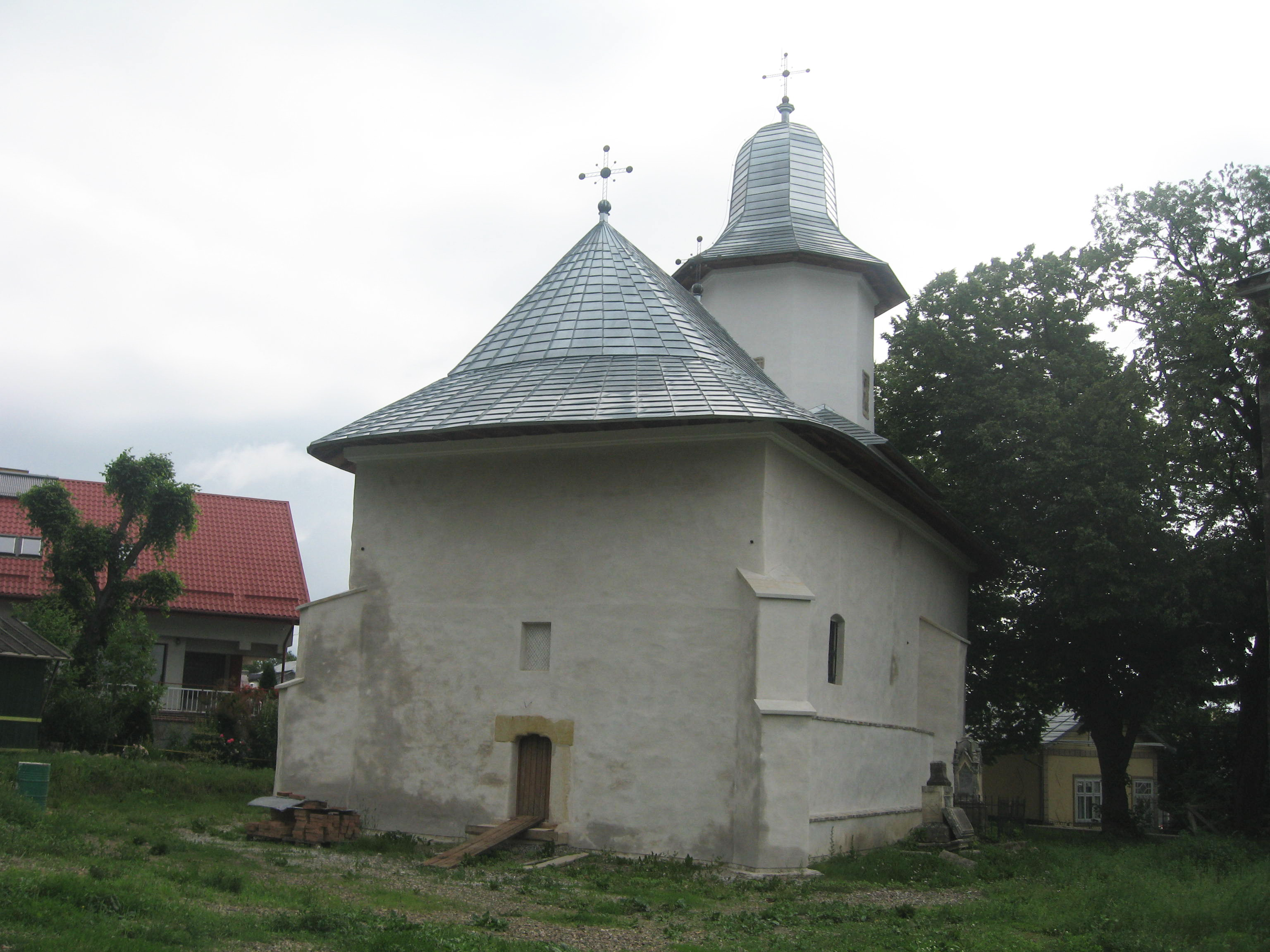
Biserica Sf. Simion - vedere dinspre sud-vest
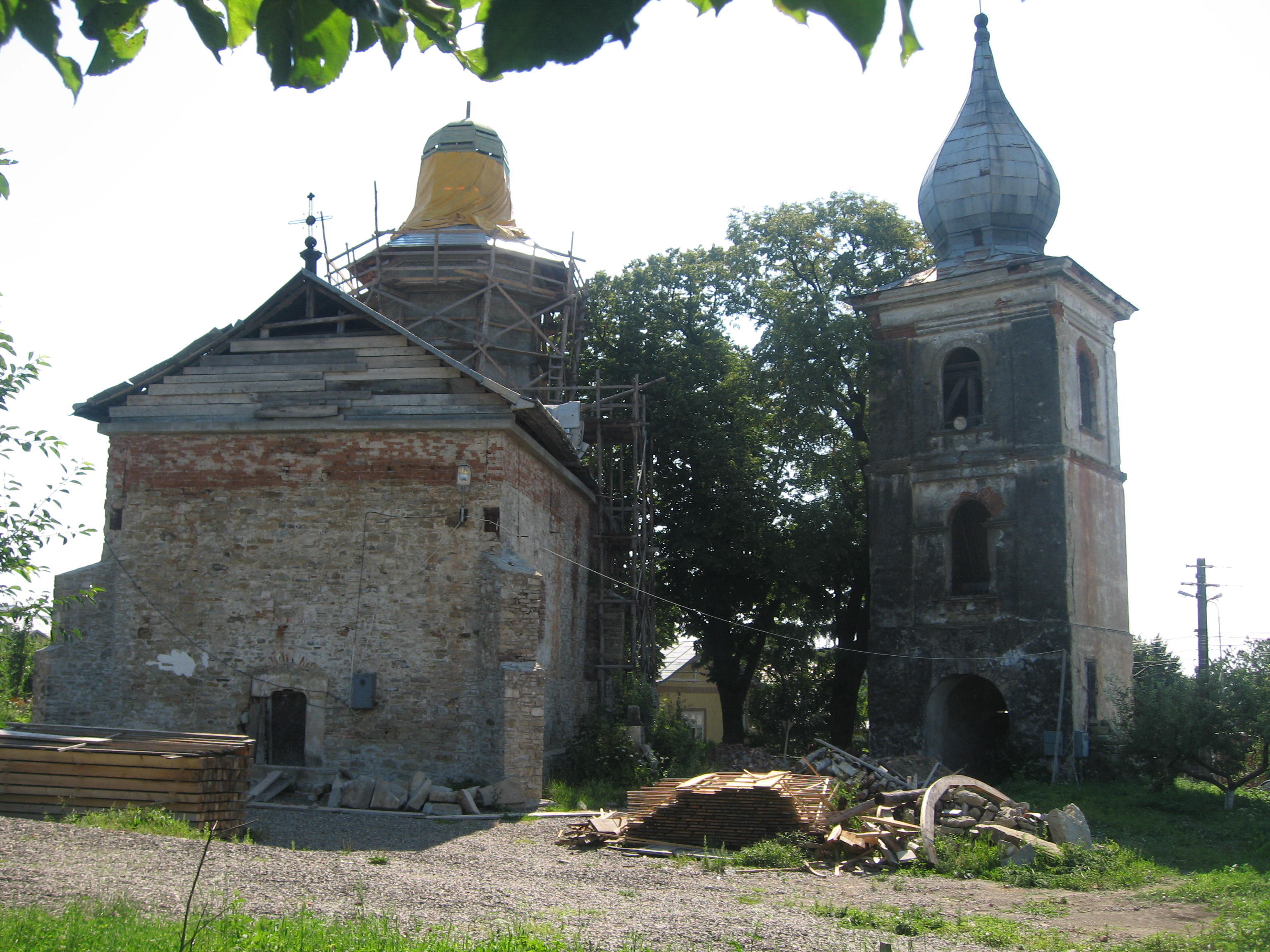
Biserica Sf. Simion
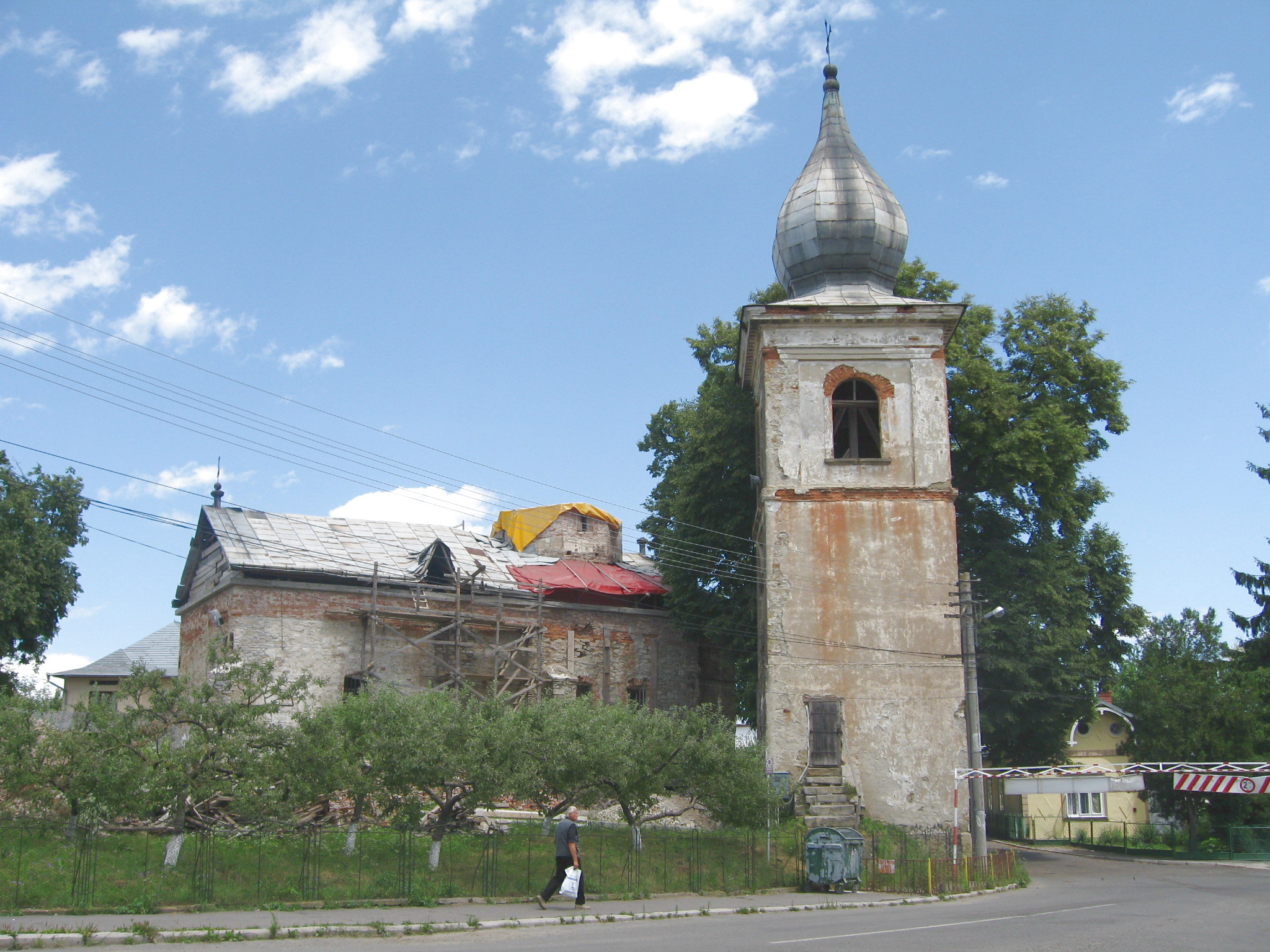
Biserica Sf. Simion în reparații. Turla a fost demontată.
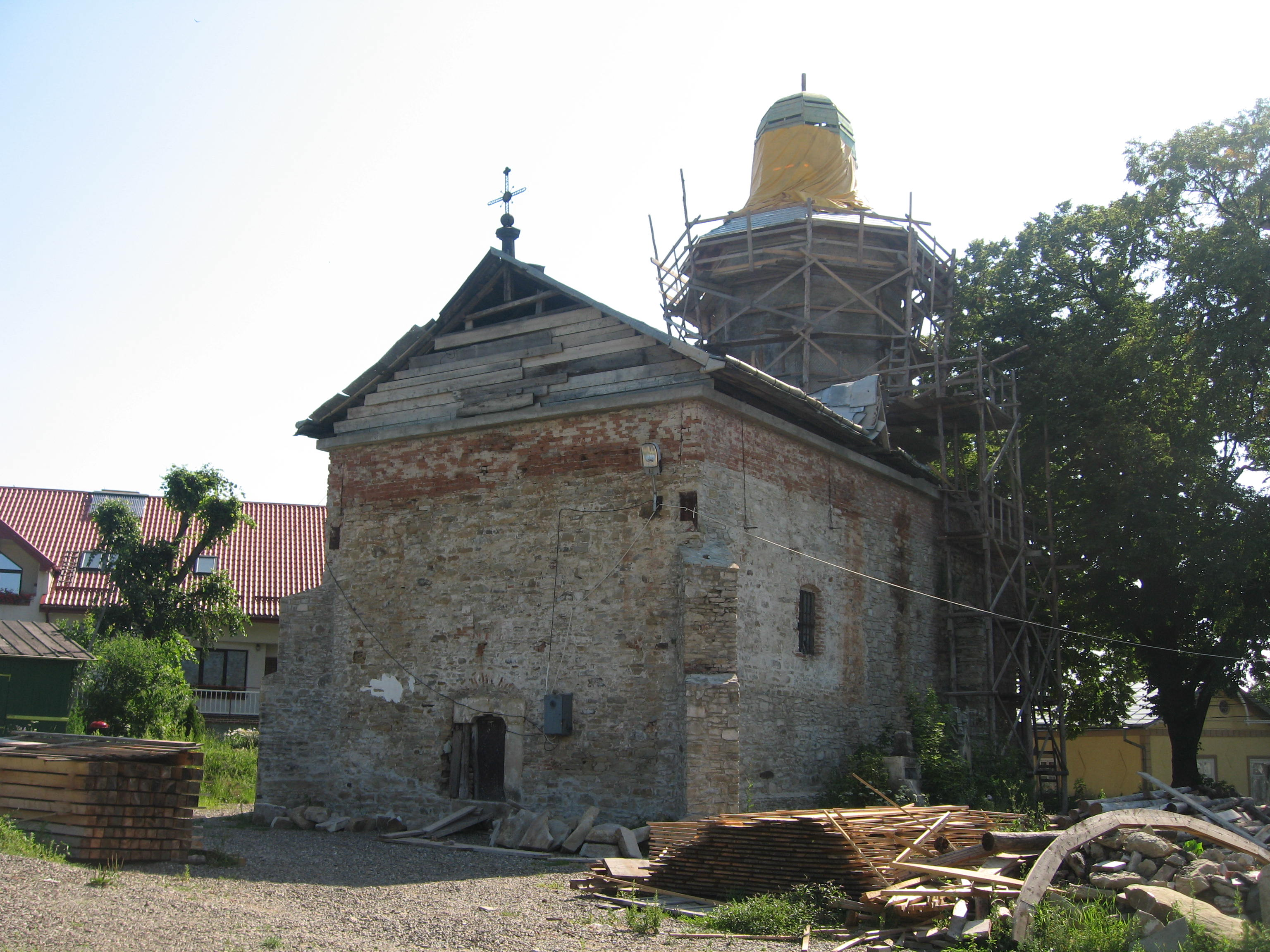
Biserica Sf. Simion în reparații.
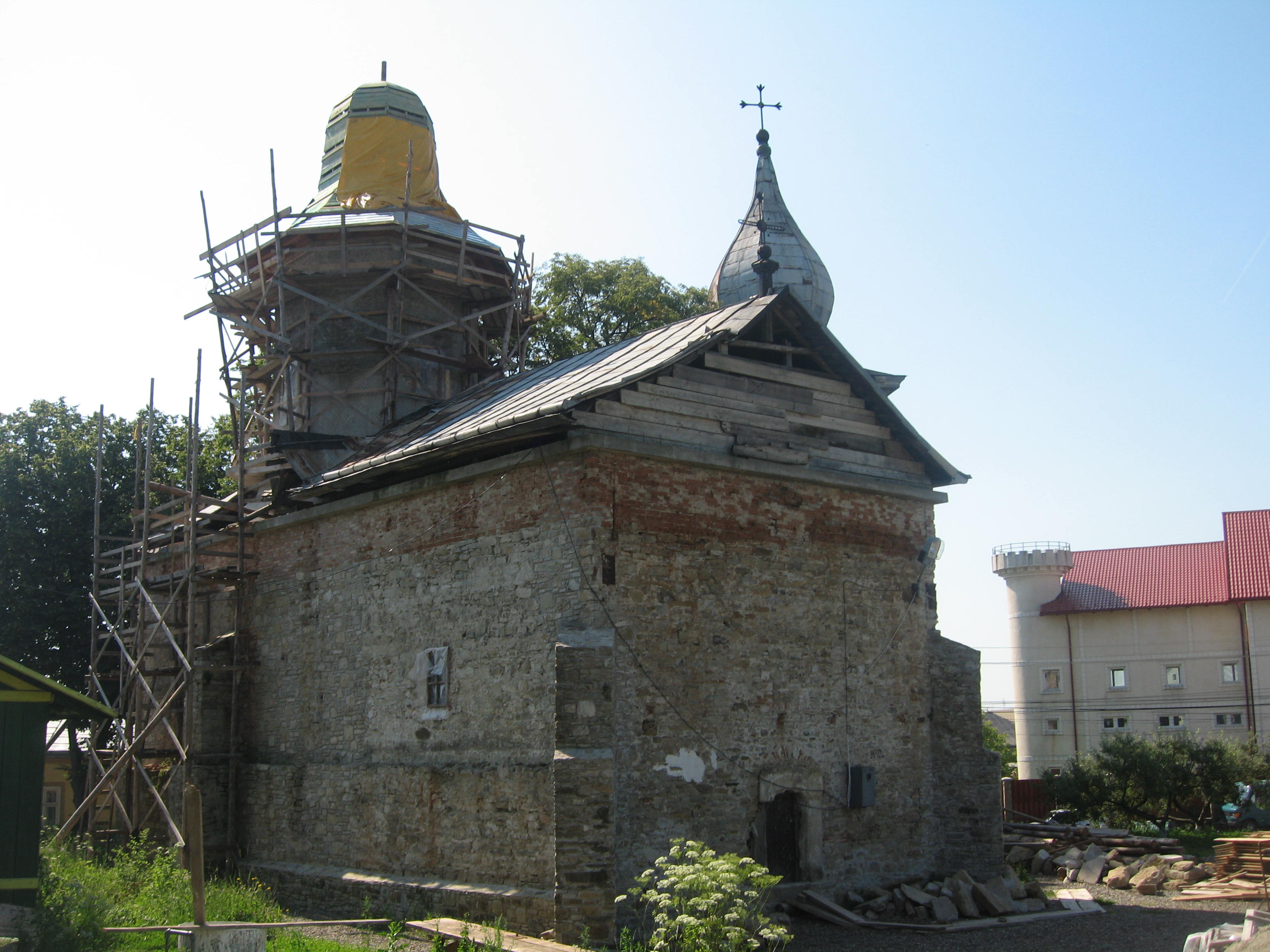
Biserica Sf. Simion în reparații.
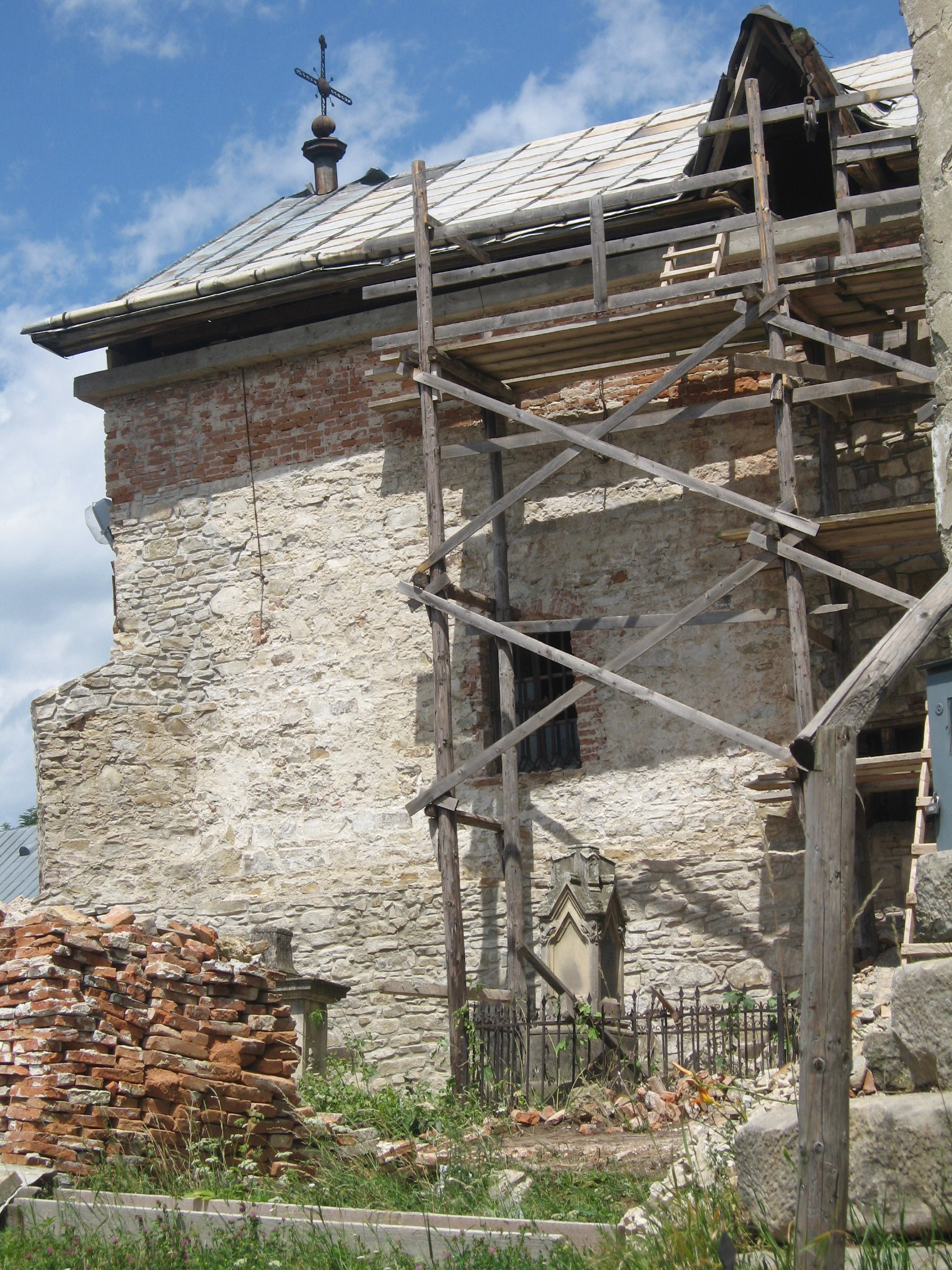
Detaliu al bisericii
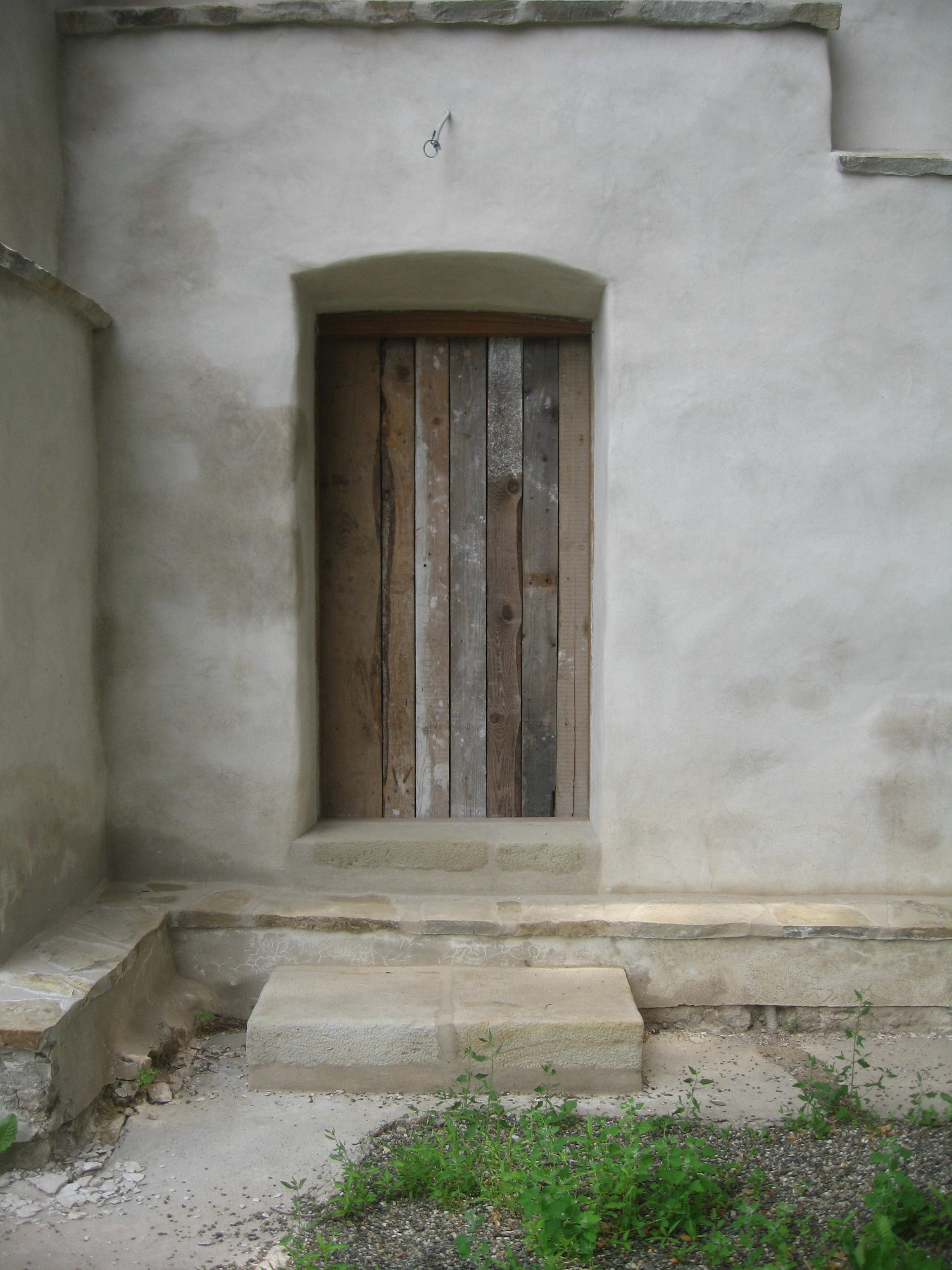
Intrare în altar de pe latura sudică
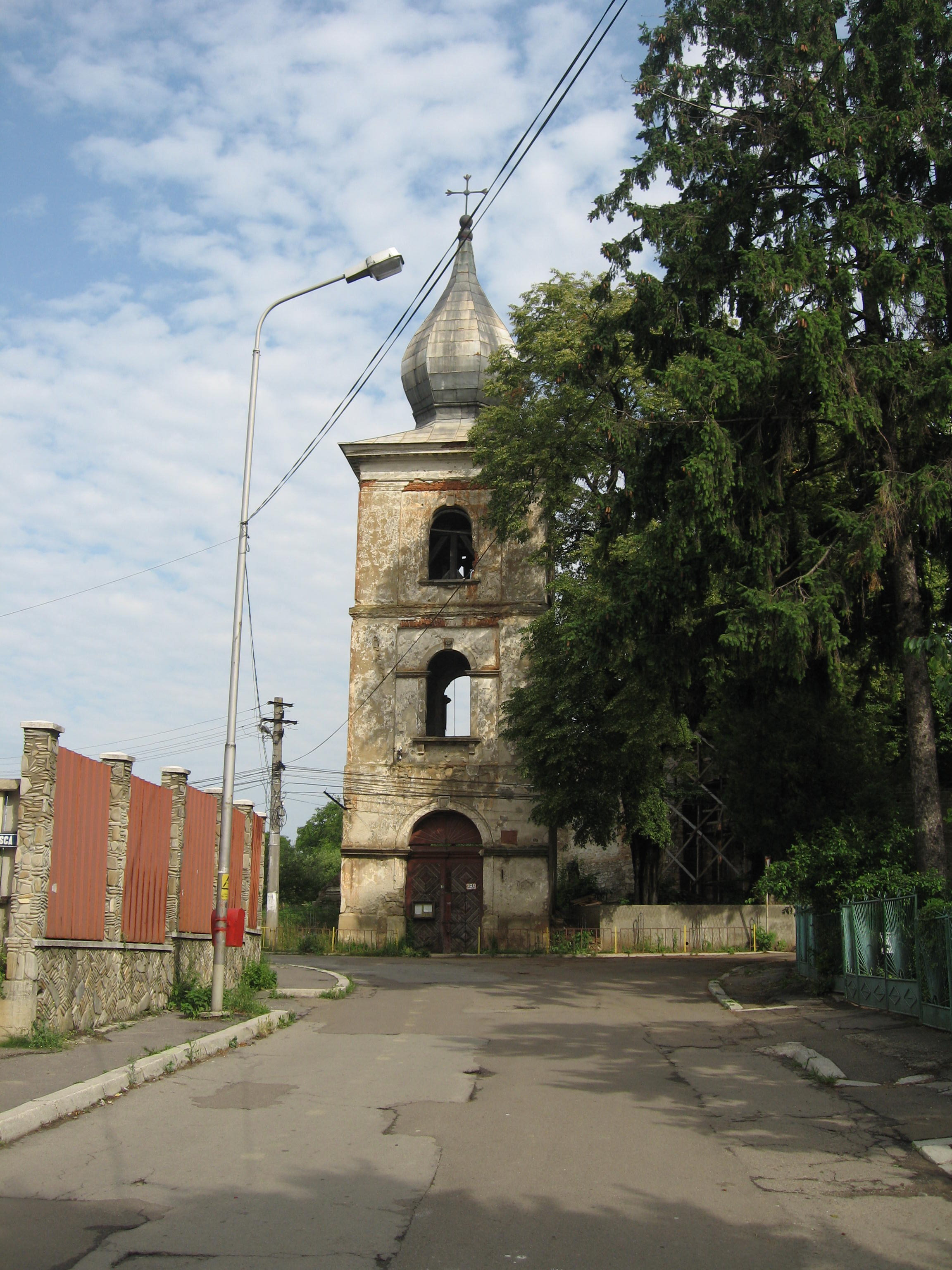
Turnul Roșu şi o parte din Strada Armenească
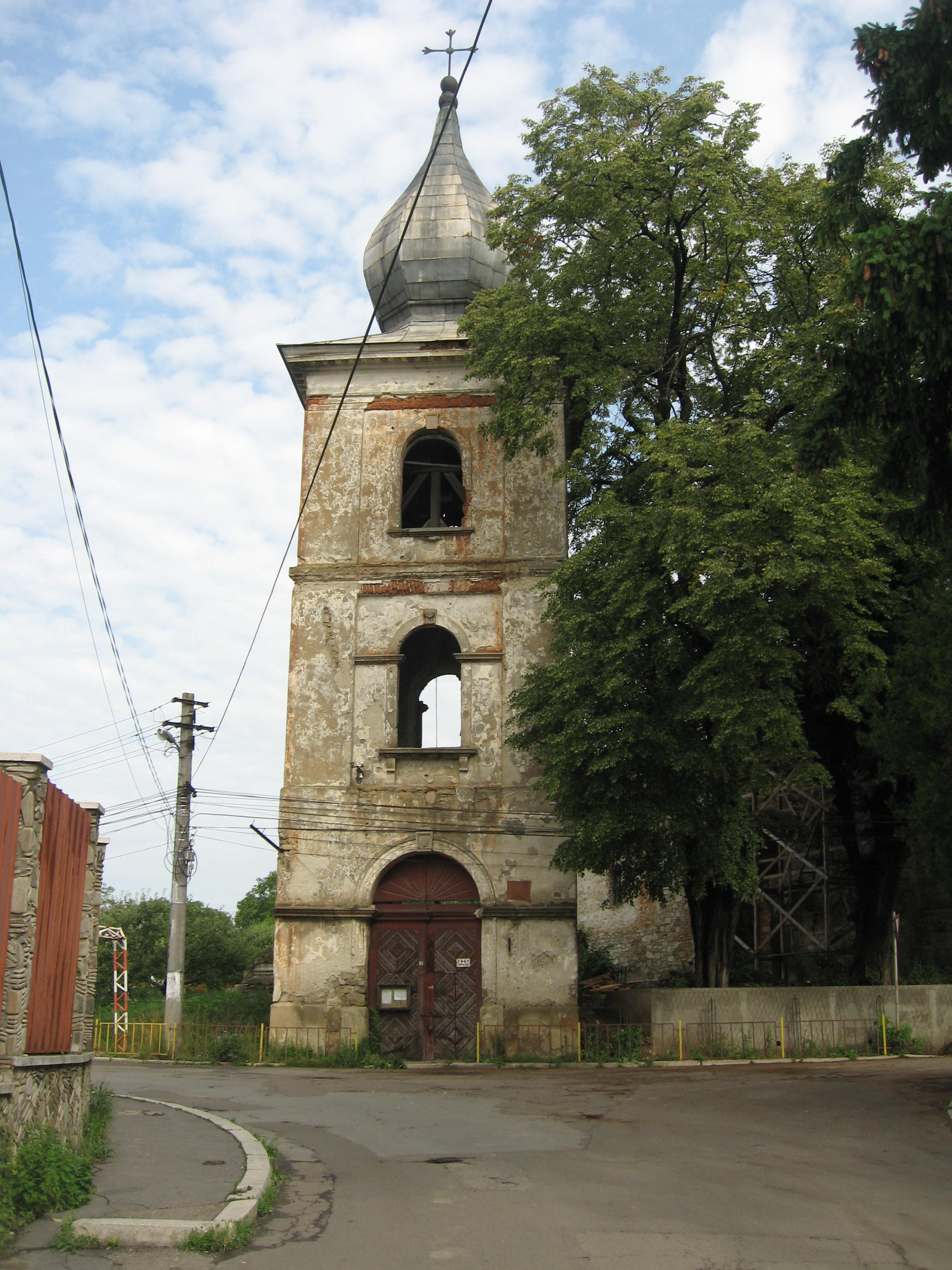
Turnul Roșu privit din față
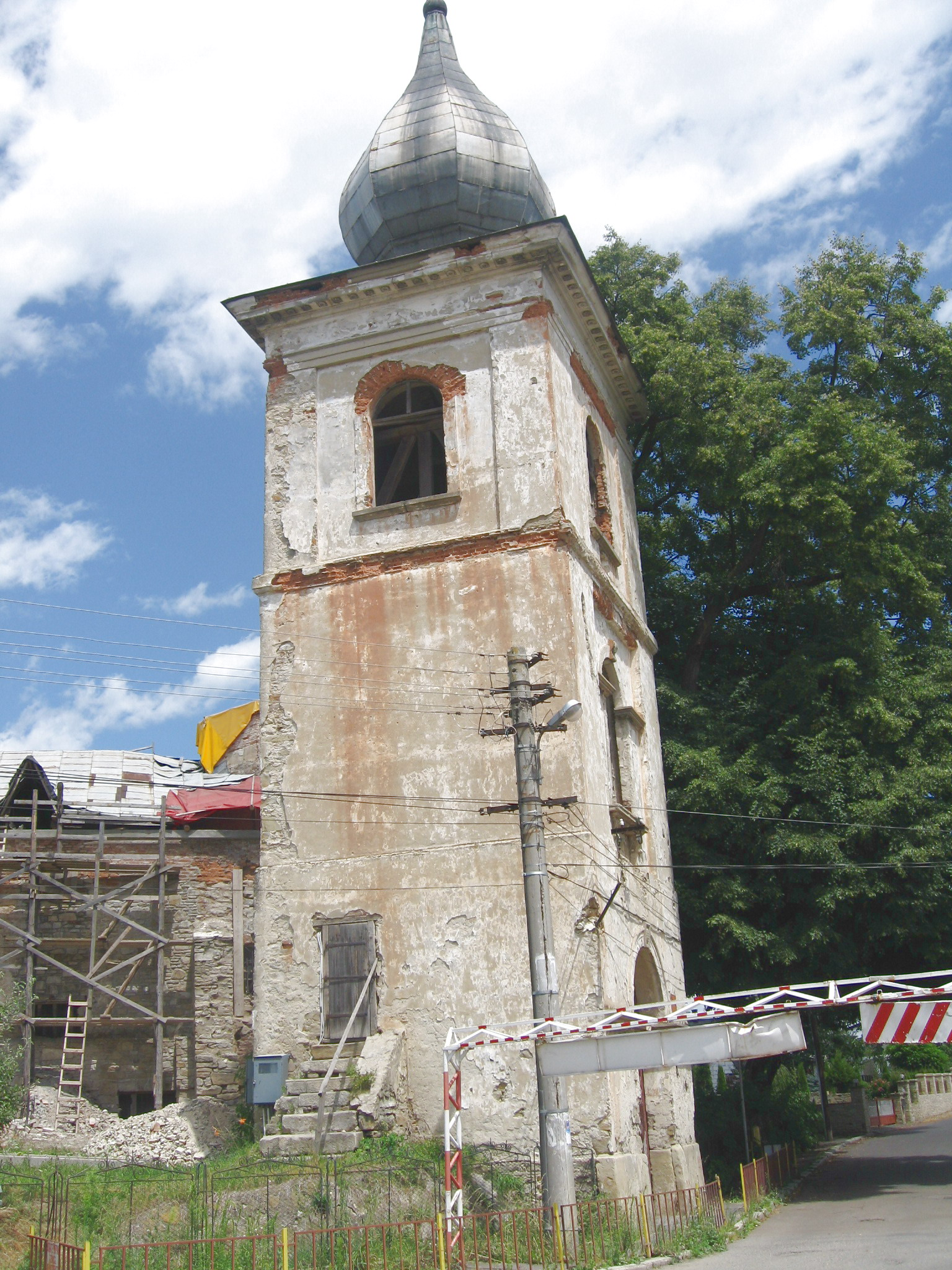
Turnul Roșu privit din lateral
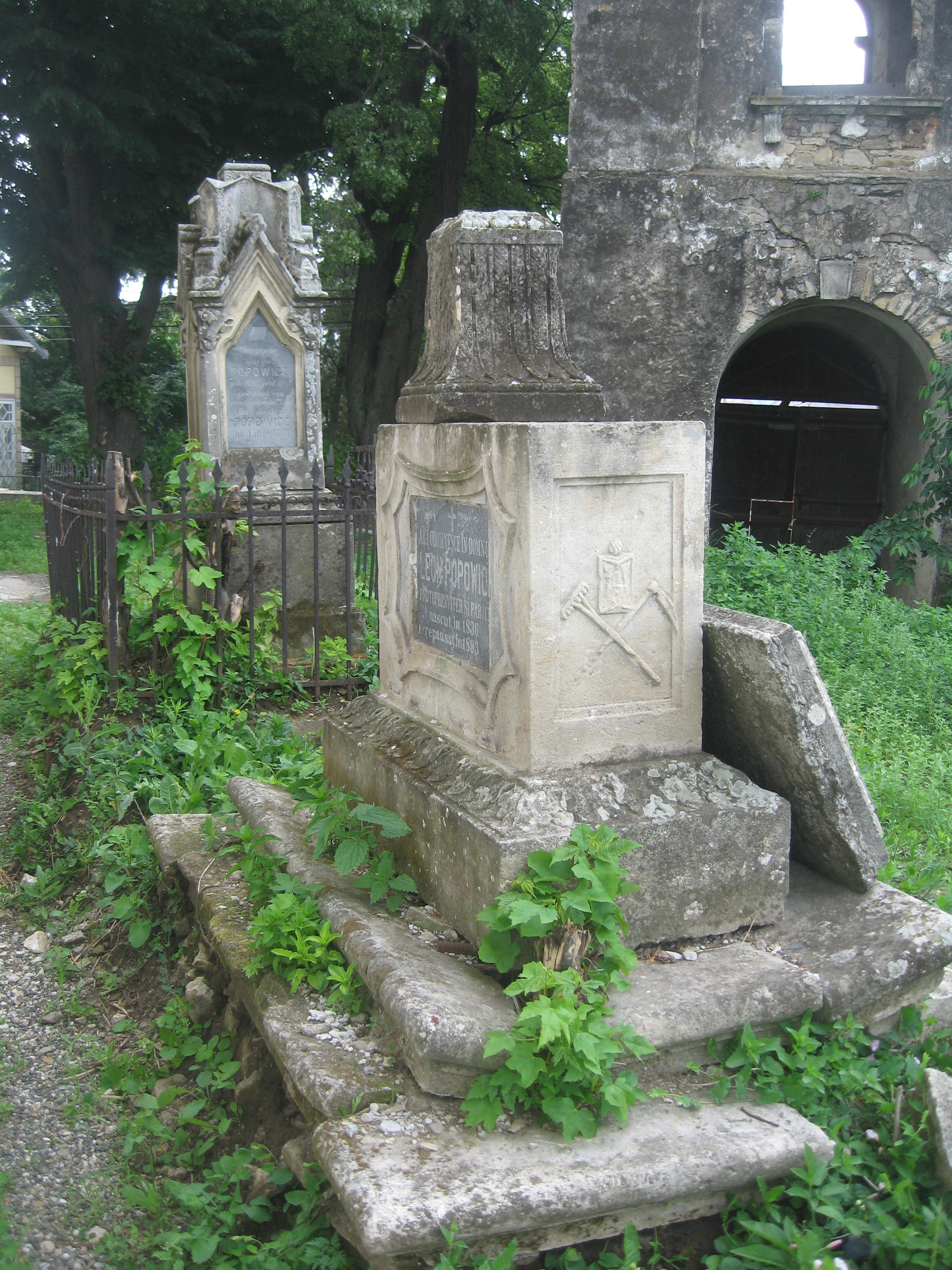
Monumente funerare aflate lângă peretele sudic al bisericii
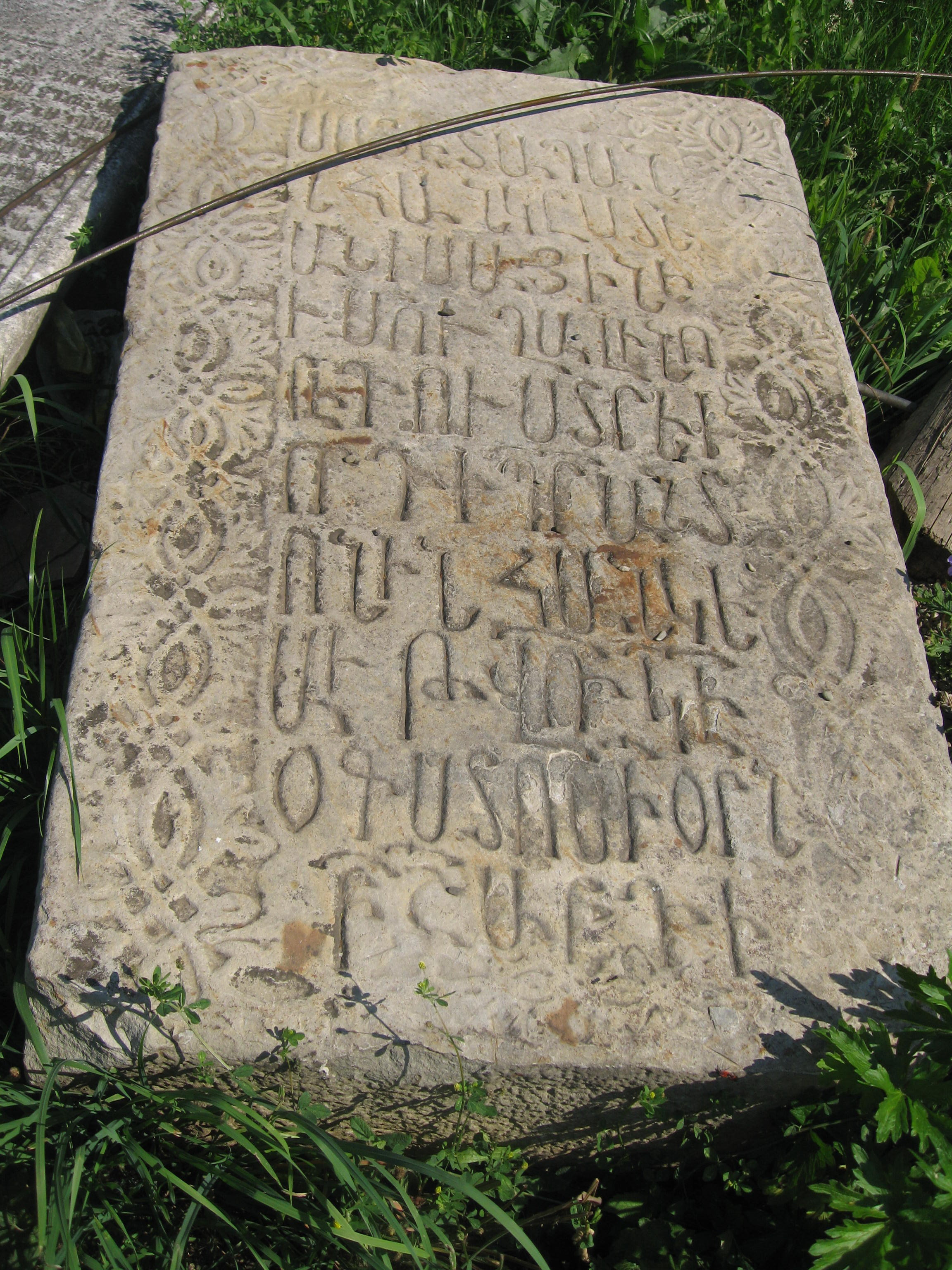
Piatră de mormânt în curtea bisericii (1618)
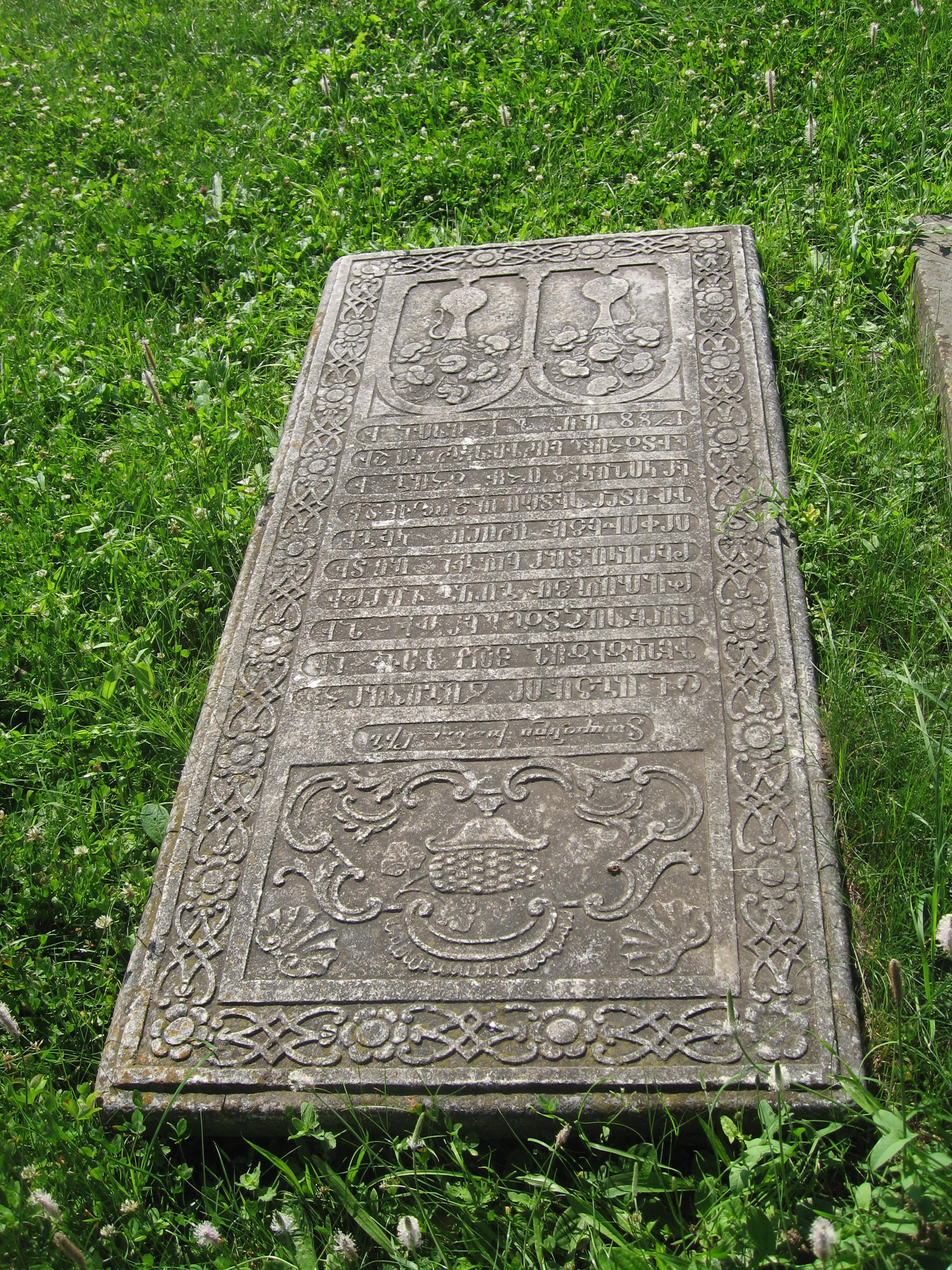
Piatră de mormânt veche în curtea bisericii (1788)
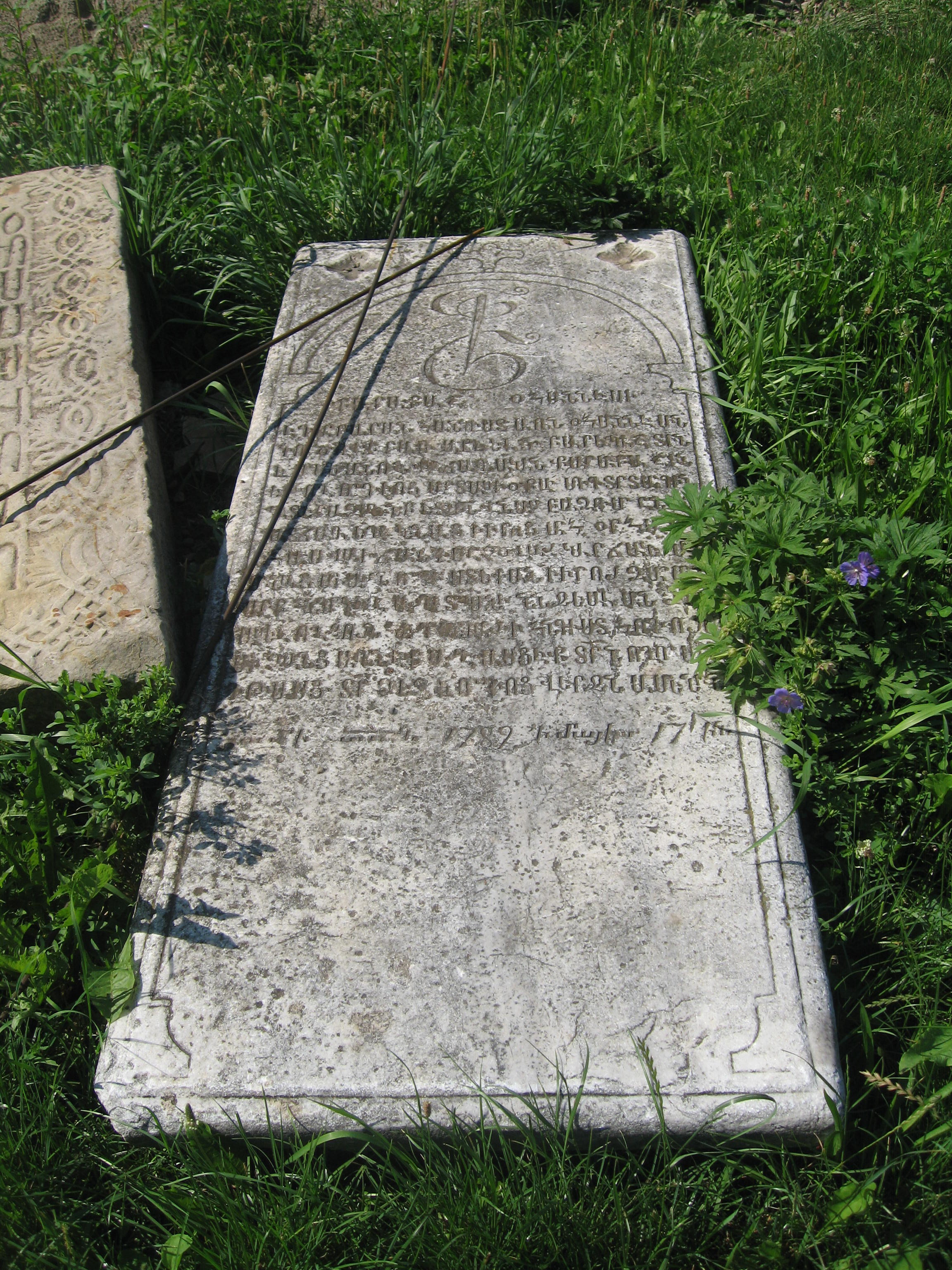
Piatră de mormânt în curtea bisericii (1789)
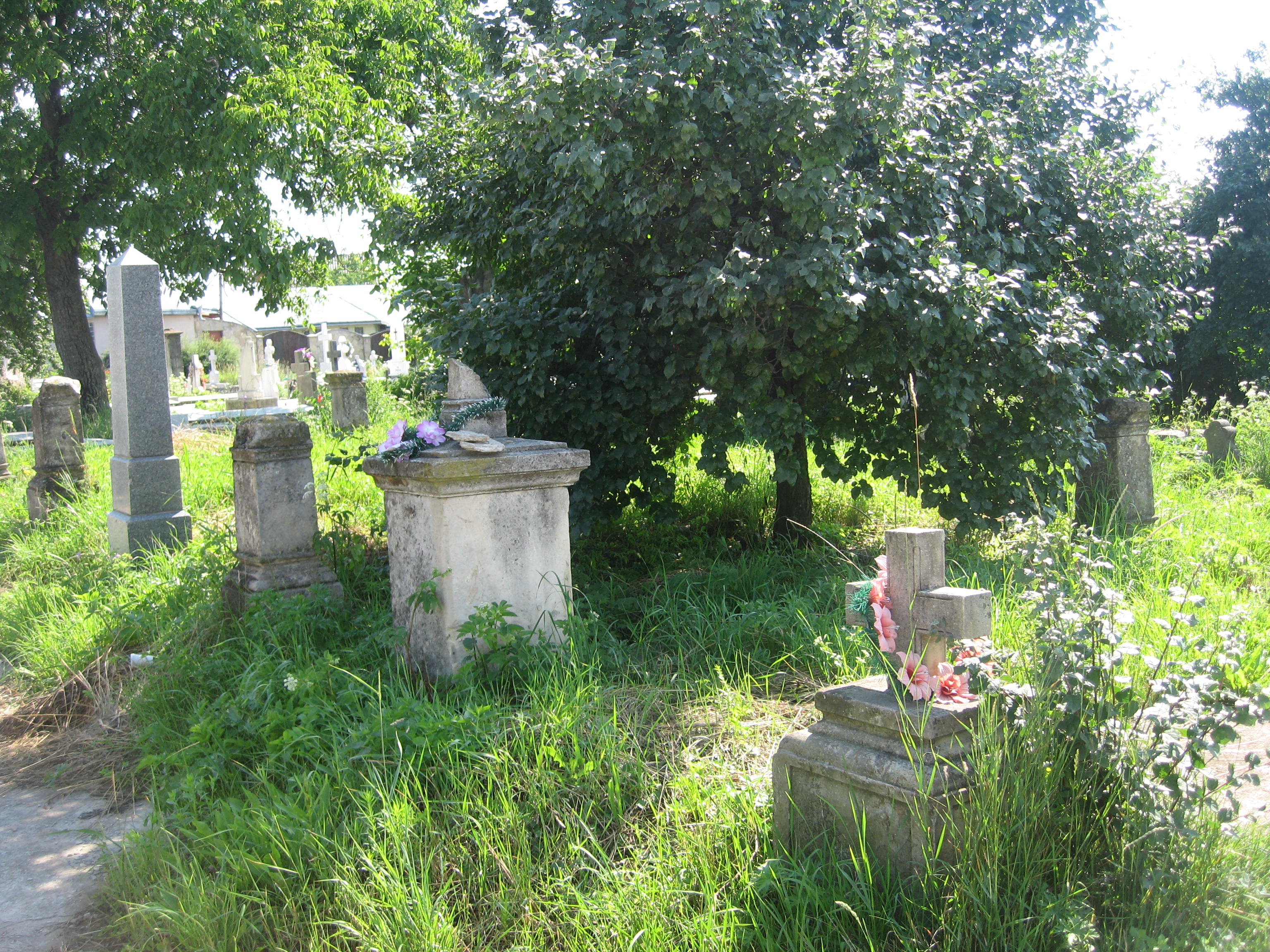
Cimitirul armenesc din curtea bisericii
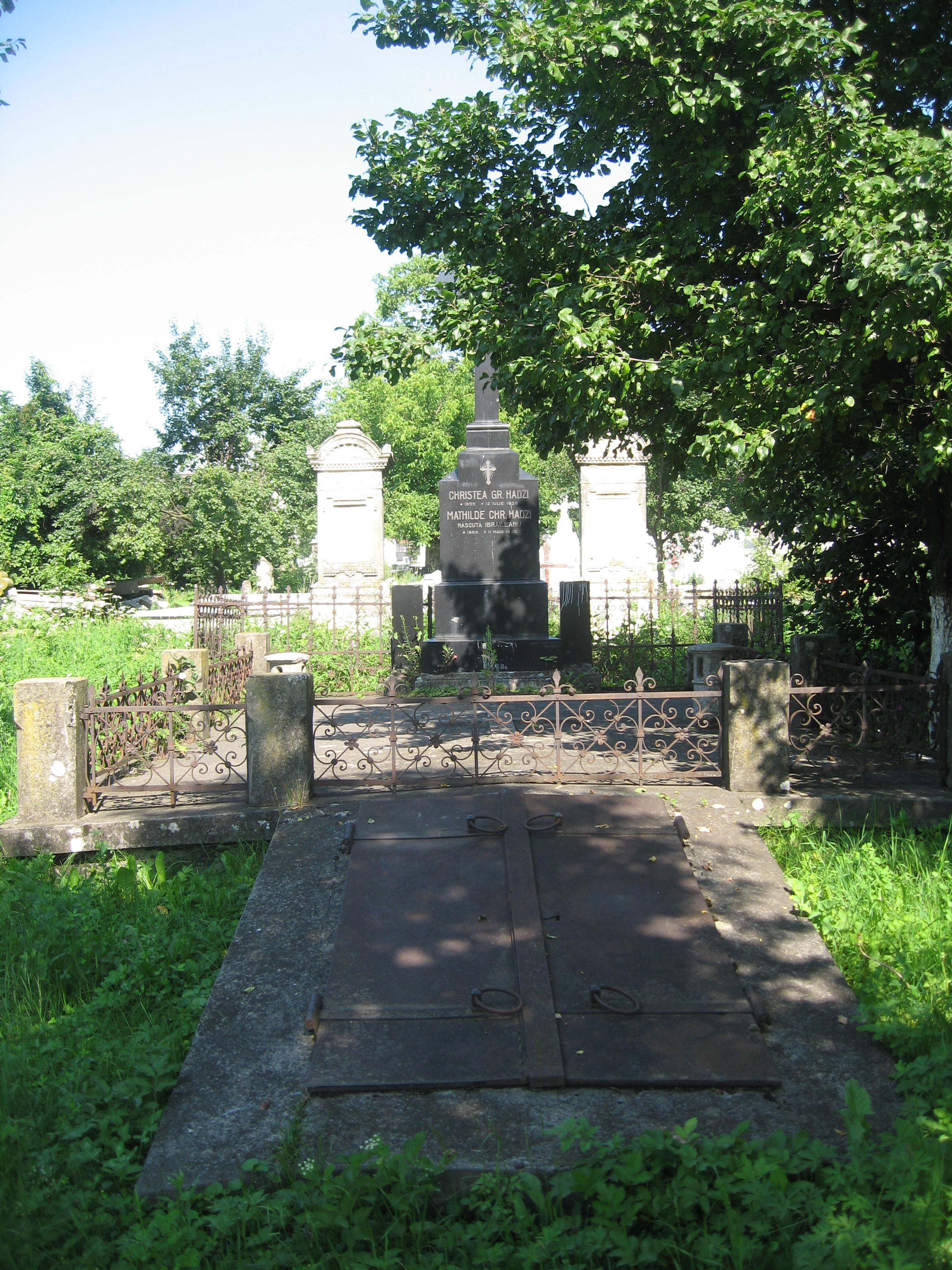
Mormântul soților Christea Gr. Hadzi (1855-1928) și Mathilde Chr. Hadzi, născută Ibrăileanu (1868-1920)
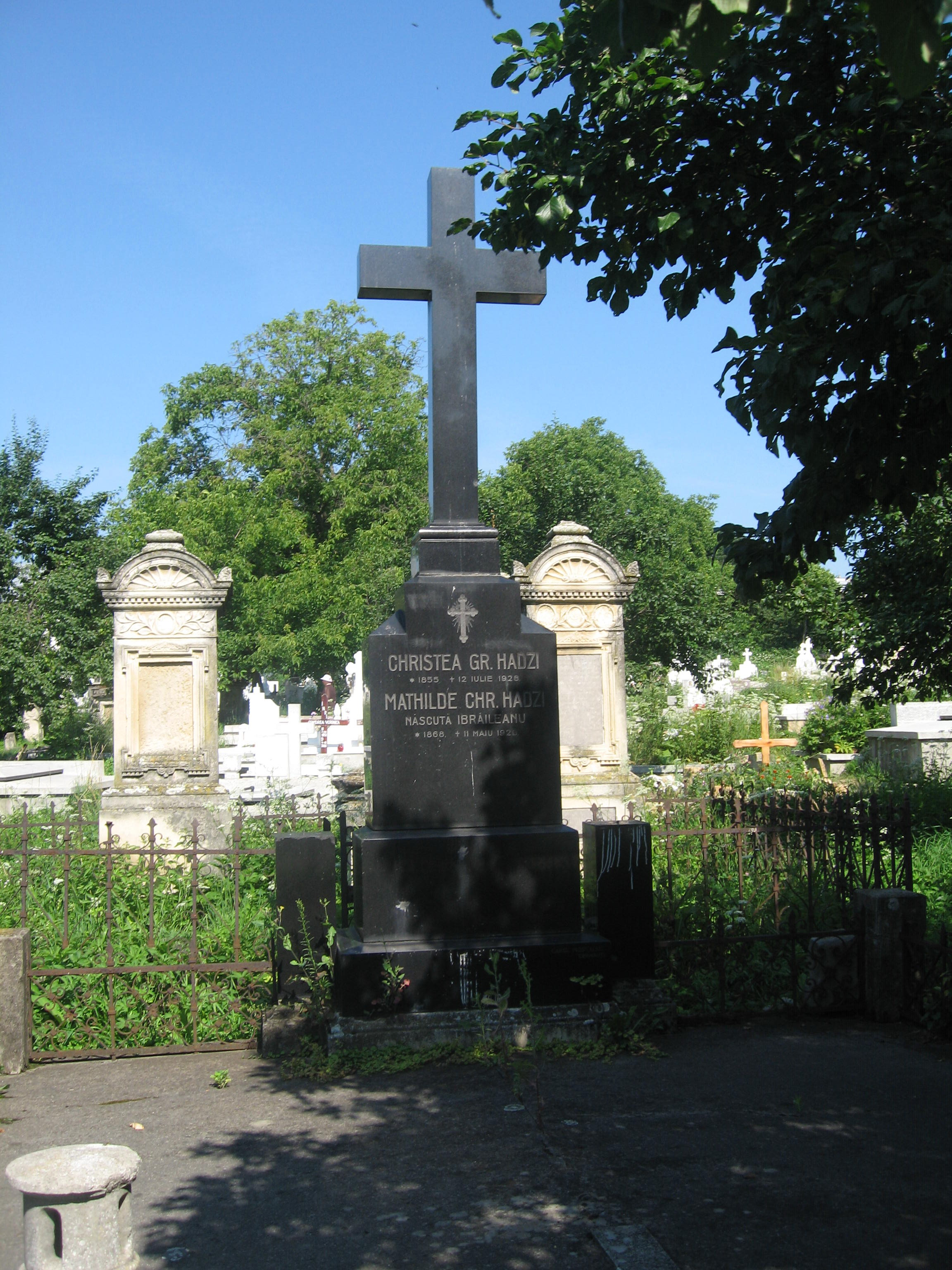
Crucea soților Hadzi, binefăcători ai bisericii

## Vezi și
- Biserica Sfânta Cruce din Suceava
- Capela Pruncul
- Mănăstirea Zamca